# Avenida Xavier do Amaral
Die Avenida Xavier do Amaral ist eine der Hauptstraßen im Zentrum der osttimoresischen Landeshauptstadt Dili. Sie ist nach dem ehemaligen Staatspräsidenten und Gründungspräsidenten der FRETILIN Francisco Xavier do Amaral benannt, der 2012 verstarb. Bis 2015 war die Avenida der nördliche Teil der Avenida Bispo Medeiros.
Die Avenida bildet die Grenze zwischen den Verwaltungsämtern Vera Cruz im Westen, mit den Sucos Colmera und Caicoli, und Nain Feto im Osten, mit den Sucos Bidau Lecidere, Gricenfor und Santa Cruz.
Am Südende der Bucht von Dili beginnt die Avenida, wo sie von der Avenida Marginal, die dem Ufer folgt, nach Süden hin abzweigt. Auf der Westseite befindet sich der Park, der die Front des Regierungspalastes Osttimors bildet. Gegenüber befindet sich das Casa Europa, der Sitz der Vertretung der Europäischen Union in Osttimor. Nach der Rua 30 de Agosto liegt auf der Ostseite das ehemalige Gebäude der Associação Comercial, Agrícola e Industrial de Timor (ACAIT), mit der Botschaft Portugals. Auf der Westseite befindet sich hinter dem Seitenflügel des Regierungspalastes, der Zentralbank von Osttimor und kleinerer Verwaltungsgebäude das Nationalparlament Osttimors, das seinen Eingang an der querenden Rua Formosa hat. Die querende Avenida 20 de Maio markiert den Beginn der Viertel Caicoli und Santa Cruz. Auf der Seite von Santa Cruz liegt das Nationalstadion von Osttimor. Die Avenida Xavier do Amaral endet schließlich in einem Kreisverkehr, von wo nach Süden die Avenida Bispo Medeiros weiterführt. Auf der Seite von Caicoli liegt das Ministerium für Transport und Kommunikation. Von Osten her kommt die Avenida da Liberdade de Imprensa, von Westen die Rua de Caicoli. Das Innere des Kreisverkehrs gehört zum Suco Santa Cruz. Hier steht seit 2017 das Denkmal für Francisco Xavier do Amaral.

## Galerie

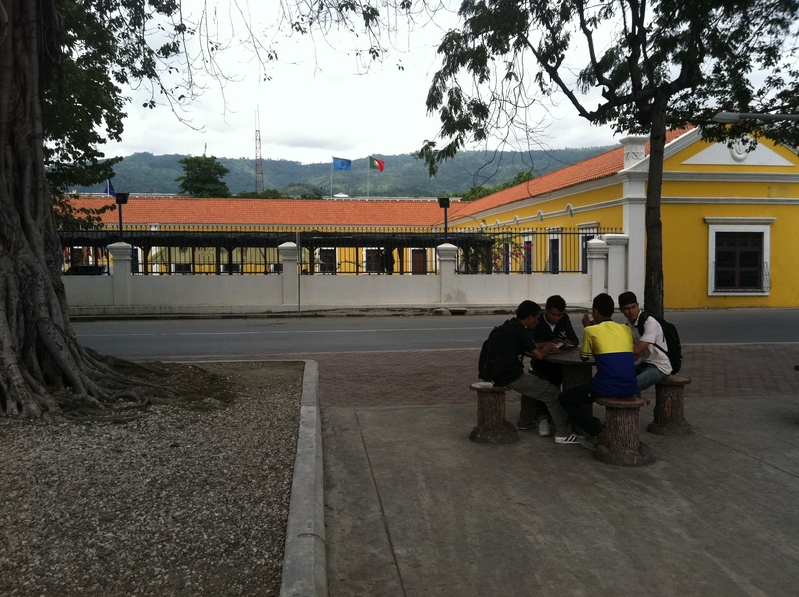
Casa Europa
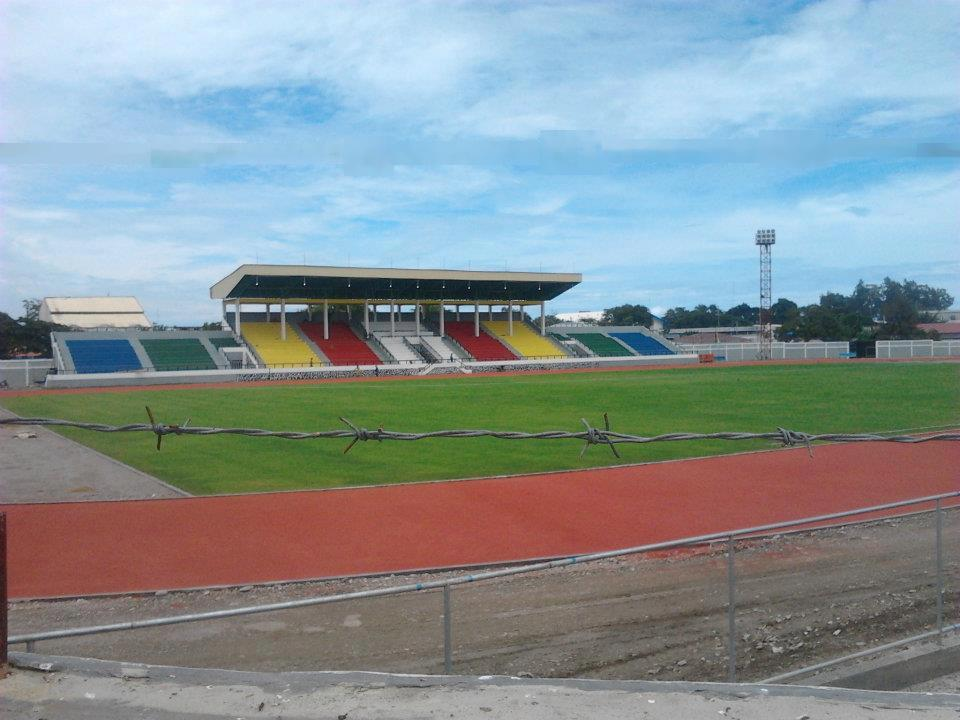
Nationalstadion
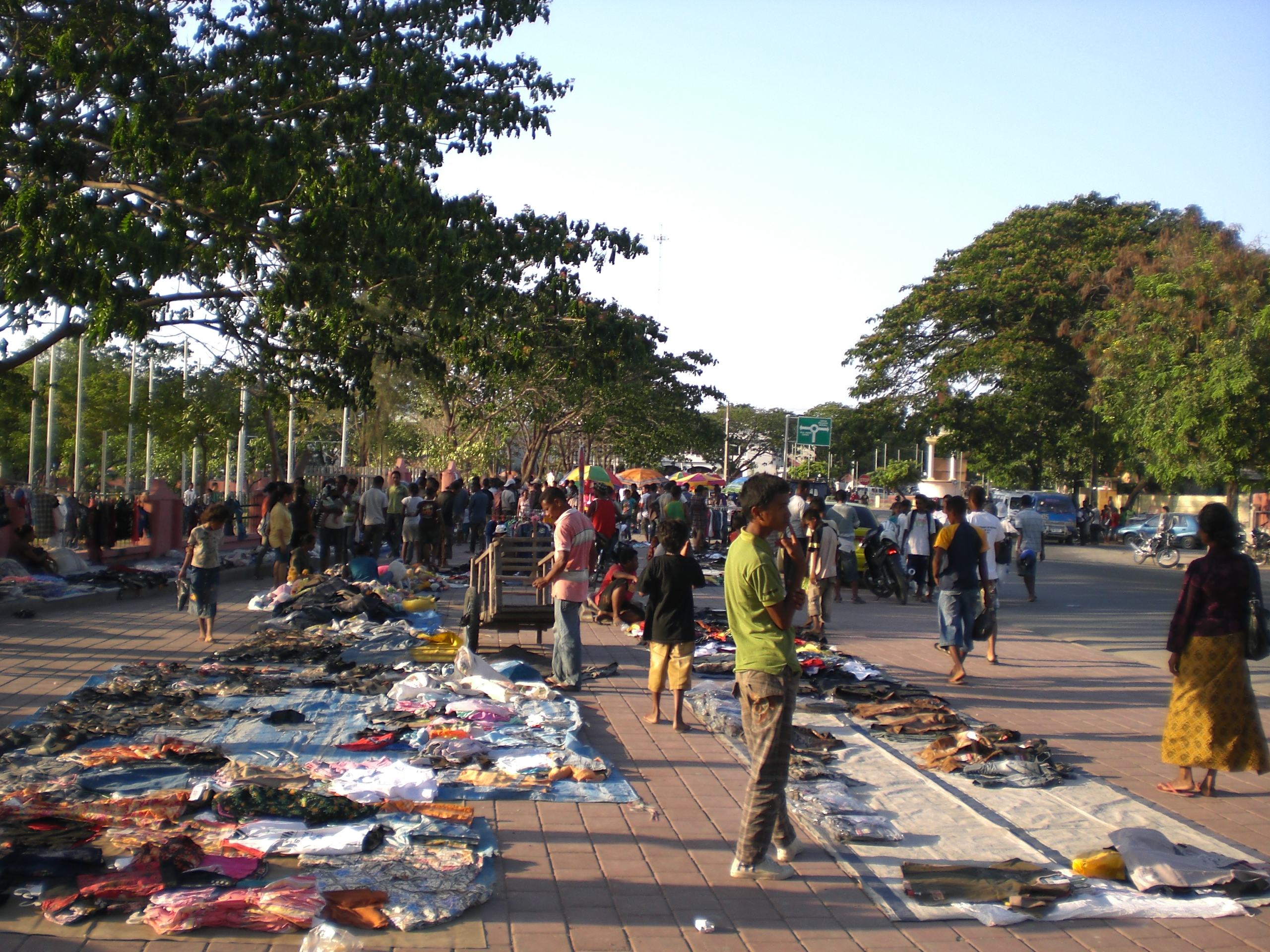
Straßenmarkt vor dem Nationalstadion an der Av. Francisco do Amaral
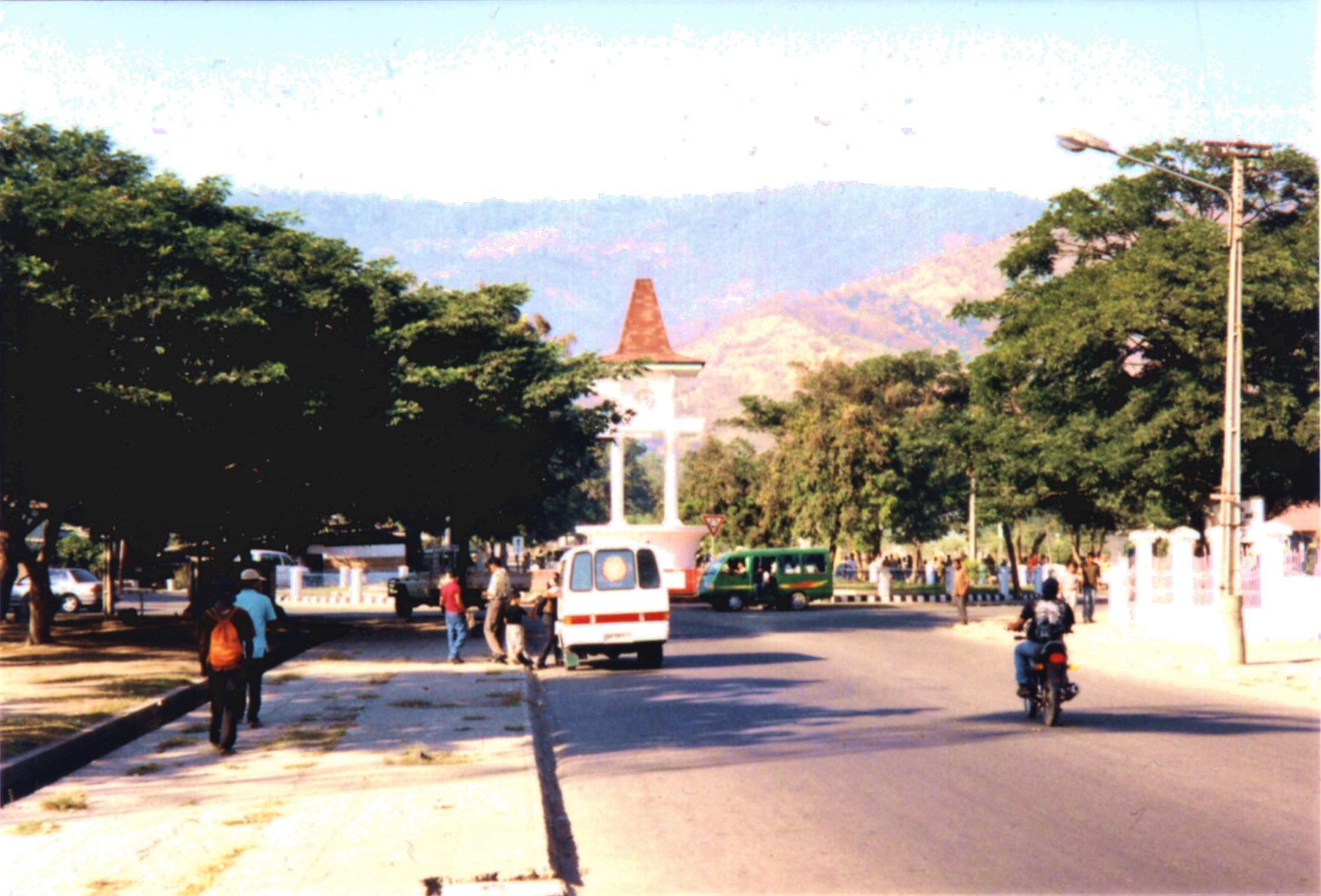
Der Kreisverkehr am Südende der Avenida Xavier do Amaral (2002)